# Orquestra Clássica do Centro

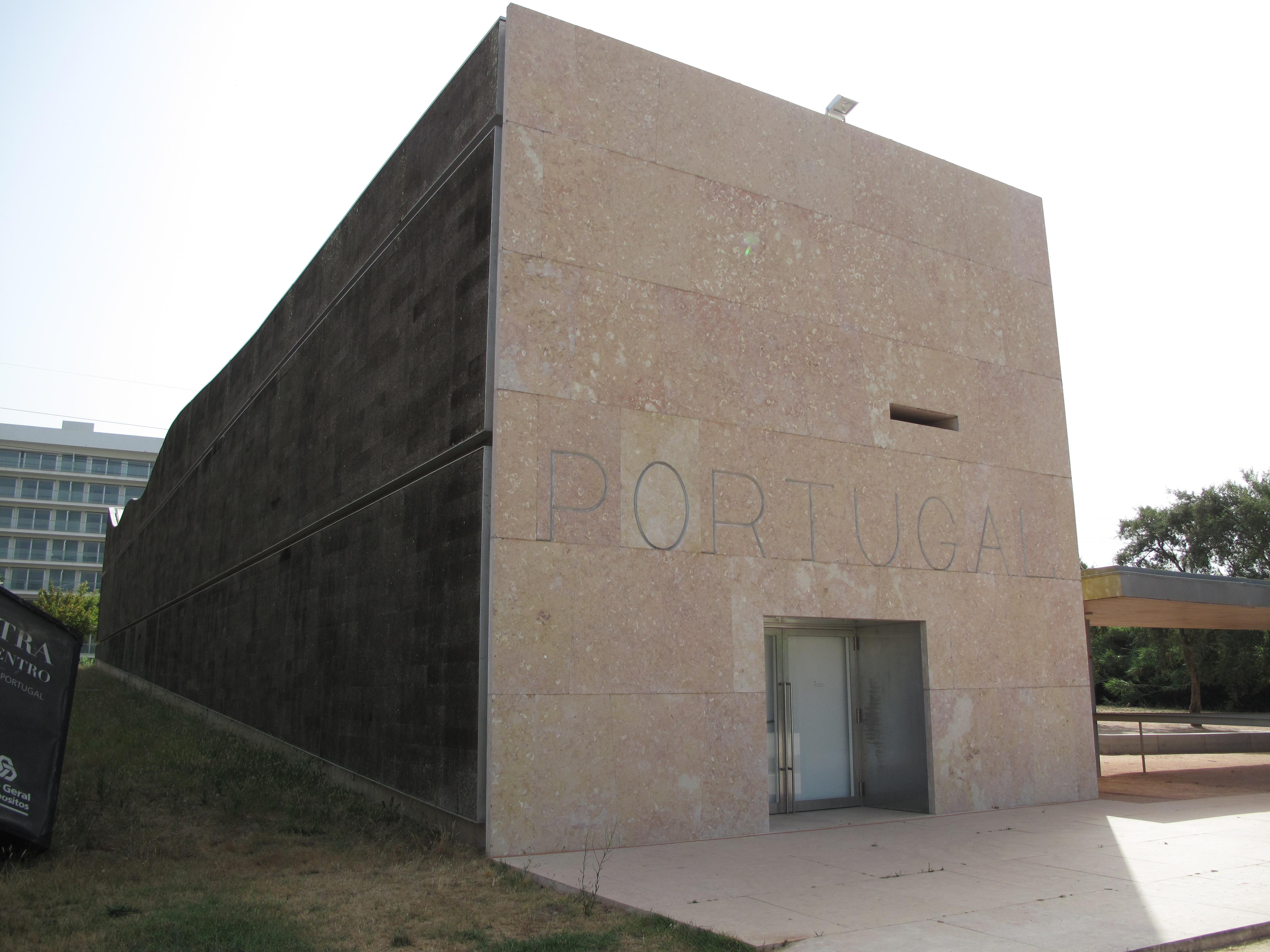
Pavilhão Centro de Portugal (2010)

A OCC - Orquestra Clássica do Centro é uma associação sem fins lucrativos. A orquestra tem a sua sede no Pavilhão Centro de Portugal, arquitetado por Álvaro Siza e Eduardo Souto de Moura, em Coimbra.

## História
Em 2001, a orquestra iniciou as suas atividades . Logo nos seus primeiros tempos como orquestra, o projeto foi considerado de superior interesse cultural pelo Ministério da Cultura, ficando, então, abrangido pela lei do mecenato cultural.
O seu concerto inaugural foi então realizado a 13 de dezembro de 2001, no Teatro Académico Gil Vicente de Coimbra.
Em 2002, a orquestra alargou o seu número de elementos para 32. No ano de 2003 a orquestra ganhou forte reconhecimento musical, tendo realizado nesse ano mais de 60 concertos por todo o país. Ainda no mesmo ano, desenvolveu um trabalho em conjunto com a Câmara Municipal de Coimbra e o projeto "Coimbra Capital da Cultura", com o objetivo de realizar concertos musicais nos principais monumentos arquitectónicos do concelho de Coimbra.
Em 2004, o nome da orquestra foi alterado para "Orquestra Clássica do Centro".